# Бея Кльойтерс-Альберс
Бея Кльойтерс-Альберс (також Бея Кляйтерс-Альберс, нід. Beja Kluiters-Albers (нід. вимова: [ˈbeja ˈklœy̯tərs ˈɑlbərs]), повне ім'я нід. Elisabeth Johanna Francisca Maria Kluiters-Albers; 26 липня 1951) — нідерландська гуманітарна діячка, засновник і керівник фонду «Супутник», який відправляє гуманітарну допомогу в Україну.

## Життєпис
Народилася в 1951 році і виросла в Гаазі, зараз Бея Кльойтерс-Альберс мешкає у Влардінгені.

## Діяльність
З моменту заснування у 1993 році пані Бея Кльойтерс-Альберс очолює фонд «Супутник», демонструючи тверду прихильність до допомоги вразливим верствам населення в Україні.
Натхненна історіями своєї української свекрухи, яка приїхала до Нідерландів після того, як була остарбайтером під час Другої світової війни, пані Кльойтерс-Альберс присвятила себе місії співчуття та стійкості, позитивно впливаючи на життя багатьох людей в Україні, які цього потребують.
Вона була спостерігачем від ОБСЄ на повторному ІІ турі президентських виборів в Україні 2004 році.
У 2016 році Кльойтерс зайняла активну проукраїнську позицію під час консультативного референдуму щодо Угоди про асоціацію між Європейським Союзом та Україною.
Наразі Бея обіймає посаду координатора з гуманітарних питань нідерландської фундації «Open Door Ukraine» (ODU). Після неспровокованого вторгнення Росії в Україну в лютому 2022 року ODU примножив свою гуманітарну діяльність та діяльність з ранньої реконструкції, щоб прийти на допомогу постраждалому українському народу та усунути шкоду, завдану війною.

## Нагороди та відзнаки

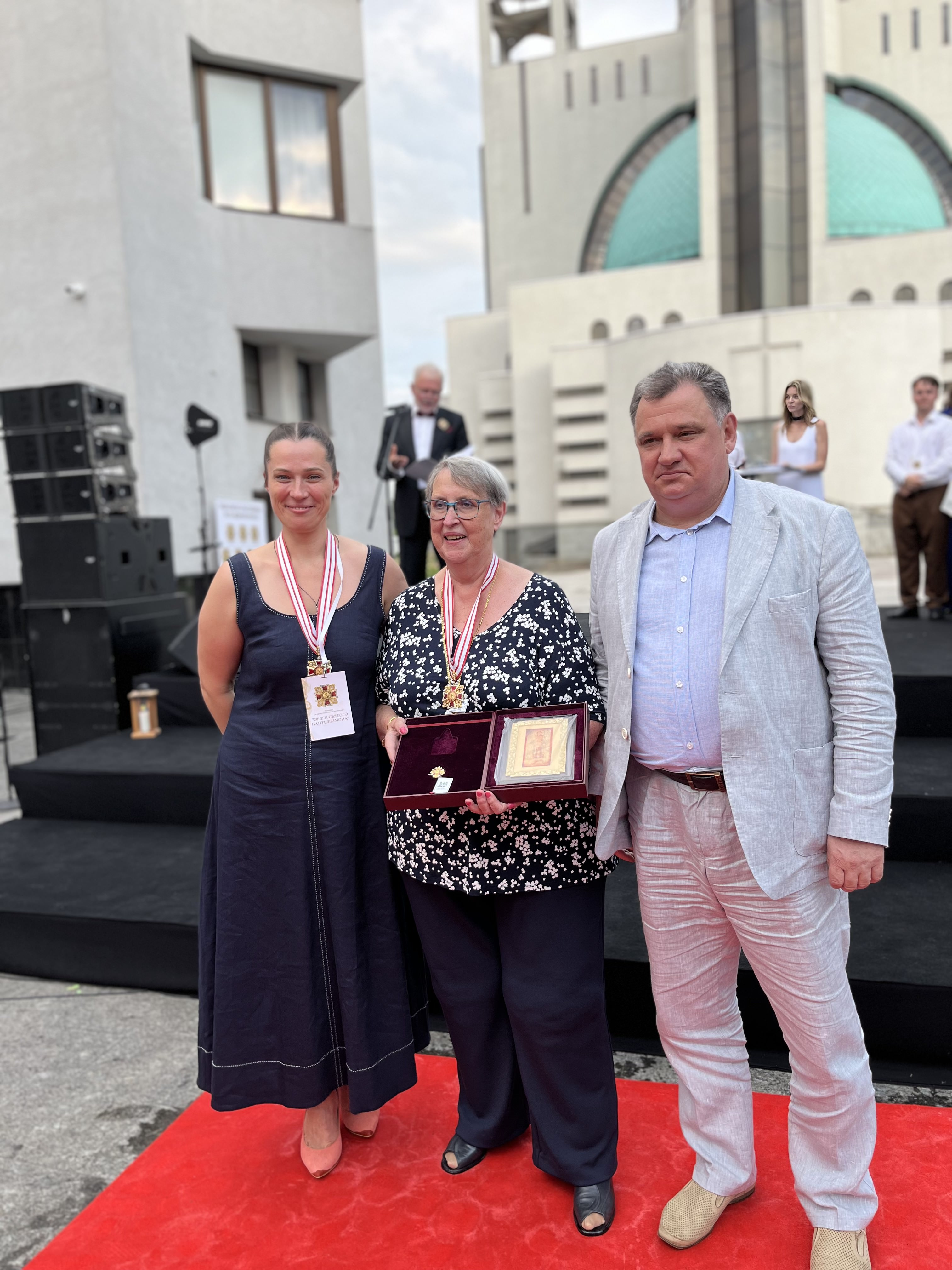
Ірина Рибінкіна, Бея Кльойтерс та Олександр Науменко на церемонії вручення ордену Святого Пантелеймона у 2024 році.

- Член ордену Оранських-Нассау (29 квітня 2003) — як член правління Фонду «Платформа співробітництва Нідерланди-Україна»[7]
- Відзнака міста Влардінген «Значок міста» (26 лютого 2005) за особливу прихильність до асоціативного життя міста, з нагоди Дня України у Влардінгені[8]
- Орден княгині Ольги III ступеня (6 червня 2006) — за вагомий особистий внесок у розвиток українсько-нідерландських відносин, активну гуманітарну і благодійницьку діяльність[9][10]
- Медаль «За жертовність і любов до України» (2016)[11]
- Відзнака «За благодійність» від БОБФ "Місія добра України" (14 серпня 2017)[12]
- Нагрудний знак «Знак пошани» (19 серпня 2019) — за вагомий особистий вклад в організацію та надання допомоги особовому складу військових частин і підрозділів Збройних Сил України, підтримання бойового духу захисників державного суверенітету та територіальної цілісності України та з нагоди Дня незалежності України[13][14]
- Орден святого Пантелеймона (27 липня 2024) — за вагомий внесок в боротьбі українського народу за свободу та незалежність[15]
- Білий хрест "HONOR ET GLORIA" від Національної гвардії України (23 серпня 2024)[16]
- Відзнака "Волонтер України" від керівника сектора № 5 оборони м. Києва (24 серпня 2024)[17]